# Hoje Cedo
"Hoje Cedo" é uma canção do rapper brasileiro Emicida presente em seu primeiro álbum de estúdio O Glorioso Retorno de Quem Nunca Esteve Aqui. Conta com a participação de Pitty e foi composta por Emicida. Alcançou a posição 18 na Brasil Hot 100. Uma versão ao vivo foi lançada no DVD 10 Anos de Triunfo - Ao Vivo, nessa versão foi acrescentado um novo verso composto e interpretado por Pitty.

## Características
A melodia doce dá lugar a riffs agressivos e a um vocal cheio de ódio, onde metáforas sobre drogas, fama, produção de rap enquanto produto, e a solidão; explicam a ausência que tudo isso propicia na vida familiar. Nesse ponto, todos os temas do álbum convergem e entram em absoluta sintonia. Mais sincero do que nunca, o autor parece entender o que a vida fez com ele e o preço que ele paga por ter se tornado conhecido. Dividindo os vocais, Pitty, que num primeiro momento soa como uma parceria nascida do oportunismo, cria um contraponto interessante e permite uma leitura em que sua voz é, na verdade, a voz do próprio Emicida, numa condição mais vulnerável do que se mostra.

## História

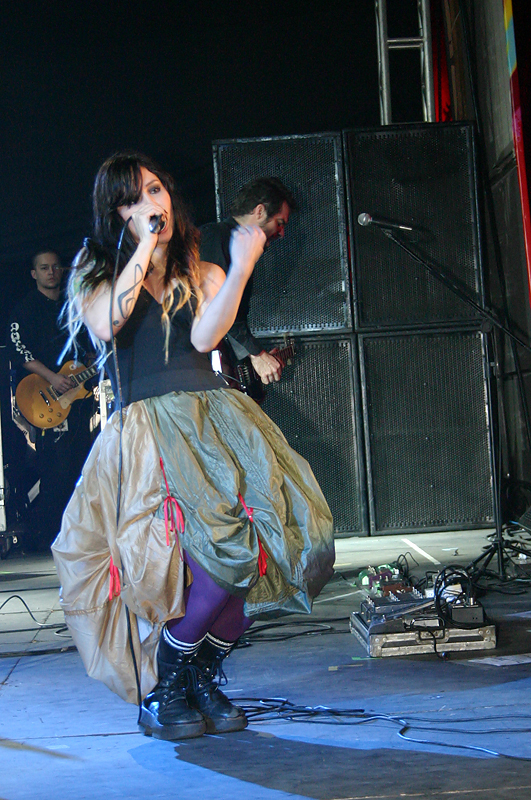
A cantora Pitty fez participação no single.

Segundo cantor, ele diz que além de admirar o trabalho da cantora Pitty, com quem queria fazer uma produção musical, ele também a via como um grande meio de levar suas musicas as rádios foi escolhida a dedo para participar da música, cantando o refrão e dando ainda mais profundidade à história contada. Depois de um primeiro single triste, “Hoje Cedo” veio para mostrar que o rapper está melhor do que nunca. Com uma bela participação e um trabalho mais belo ainda de Maurício Cersosimo e Tony Dawsey, ambos que gravaram, mixaram e masterizaram a música, Emicida lança um single excelente, que só faz aumentar a expectativa pelo álbum.